# Michael Zilber
Michael Zilber (Vancouver) is een Canadese jazz-saxofonist, bigband-leider. componist en arrangeur in de postbop. 
Zilber studeerde aan New England Conservatory en Tufts University, waar hij een graad in compositie behaalde. Ook studeerde hij compositie in New York. Hier nam hij als leider twee albums op. Zijn plaat "Stranger In Brooklyn" (1992) behoort volgens Jazzfusion.com tot de beste 30 cd's aller tijden. Ook maakte hij opnames met Dave Liebman. In 1992 verhuisde hij met zijn vrouw naar San Francisco. Hij werkte hier sinds 1995 veel samen met drummer Steve Smith, de twee leidden drie jaar een kwartet en maakten opnames. Hij werd tevens leider van de CARMA Big Band. Met gitarist John Stowell begon hij rond 2005 een kwartet, wat heeft geleid tot verschillende cd's. Verder heeft hij gewerkt met de band 'Happy Hour'. In 2010 kwam Zilber met een plaat waarop elf gedichten van Billy Collins een muzikale vertolking krijgen.
Zilber is ook actief als docent, hij doceerde jazz aan Los Medanos College en aan Jazzschool in Berkeley.
De saxofonist is te horen op platen van onder andere André Bush, Green, Dan Buegeleisen en Steve Smith. Als saxofonist en componist hij door onder andere Wayne Shorter beïnvloed.

## Discografie
- The Heretic, Owl Records, 1988
- Stranger in Brooklyn, Owl, 1992
- Two Coasts, Igmod, 1999
- Reimagined (met Steve Smith)
- Live at the Jazz School (met o.a. Dave Liebman), Jazzschool Records
- The Billy Collins Project, OA2 Records, 2010
- Shot Through With Beauty (kwartet Stowell-Zilber), Origin Records
- Live Beauty (kwartet Stowell-Zilber)